# Cathédrale Saint-Joseph de Hanoï
Cette  cathédrale n’est pas la seule cathédrale Saint-Joseph.
La cathédrale Saint-Joseph (en vietnamien : Nhà thờ Chính tòa Thánh Giuse) ou cathédrale de Hanoï (en vietnamien : Nhà thờ Lớn Hà Nội) est une église de la rue  Nha Chung dans le district de Hoàn Kiếm à Hanoï au Viêt Nam.

## Présentation

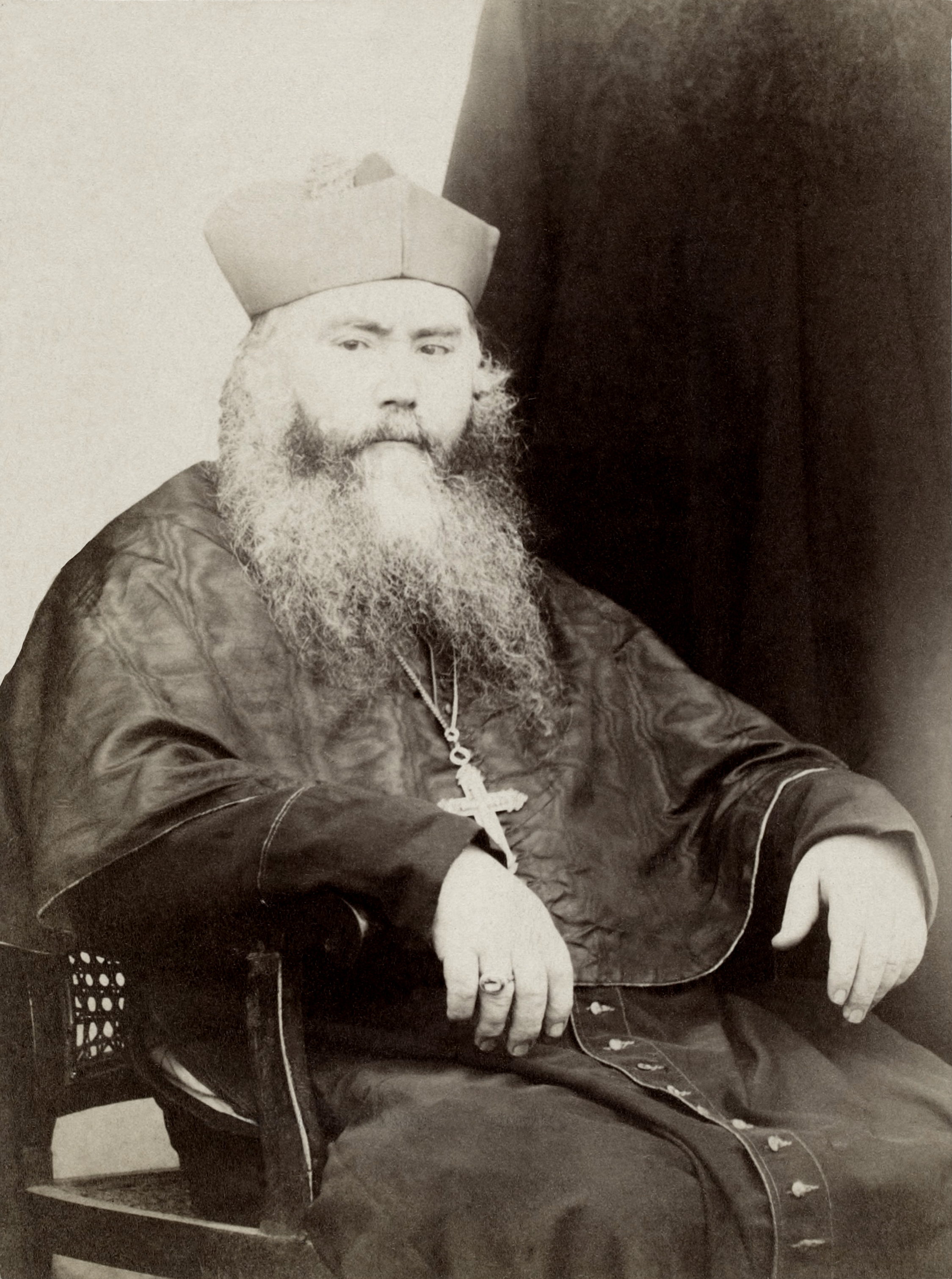
Mgr Paul-François Puginier.

La cathédrale fut construite en 1886 par les Français  sous l'épiscopat de Mgr Paul-François Puginier (1835-1892), sur le site de la pagode impériale bouddhiste de Bao Thien construite au XVe siècle, réputée pour être considéré comme l'une des merveilles du monde.
La cathédrale est de style néogothique. Le style architectural est décrit comme ressemblant à Notre-Dame de Paris. C'est l'église-mère de l'archidiocèse d'Hanoï.
Une chapelle abrite les reliques du père André Tran An Dung Lac (1795 – 1839), prêtre vietnamien exécuté sous le règne de l’empereur Minh Mang, ayant servi comme instrument de légitimation de la colonisation française du Vietnam.

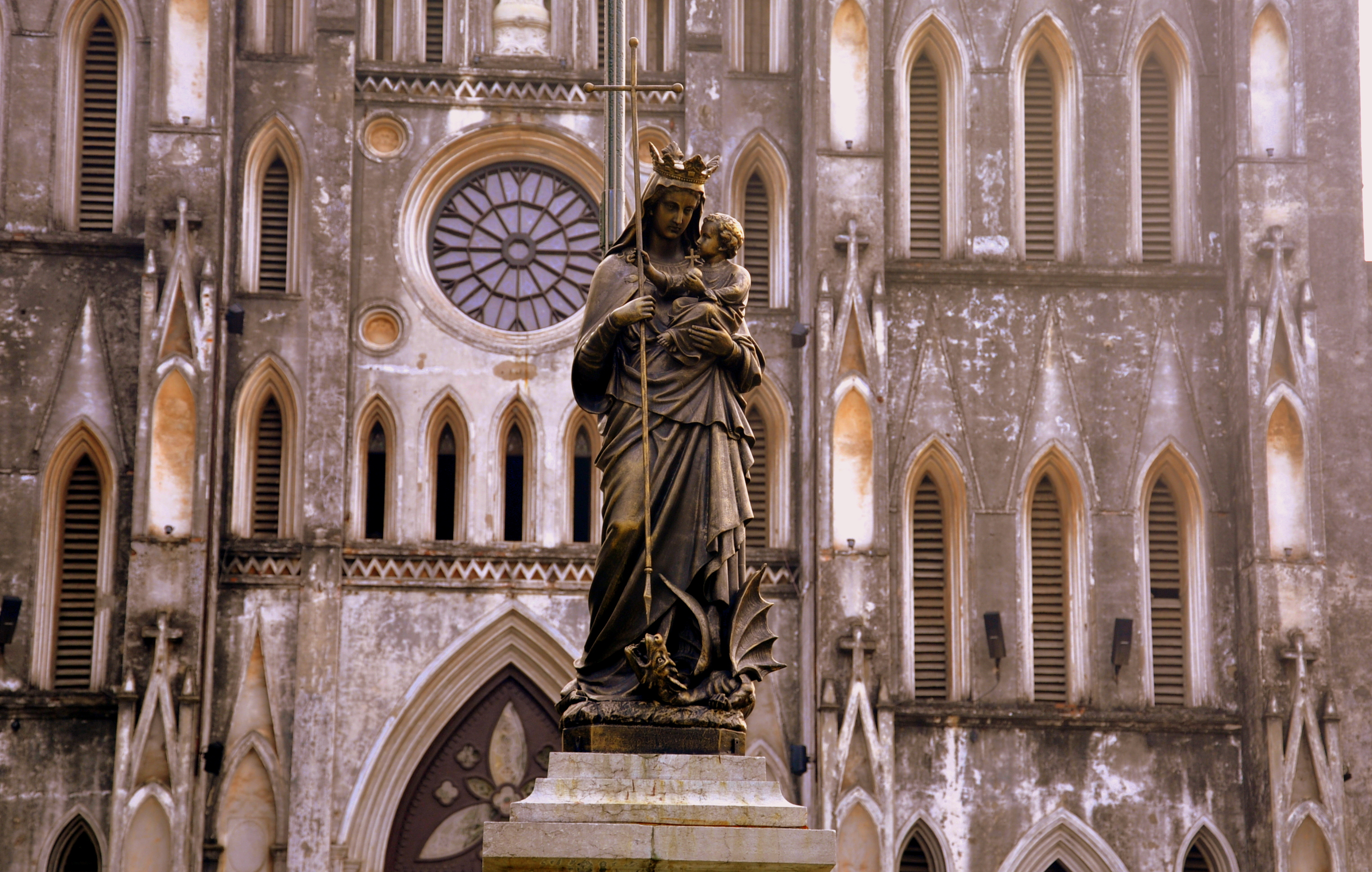
Statue de Notre-Dame devant la façade de la cathédrale Saint-Joseph à Hanoï.

Après le départ des français en 1954, des pillages ont retiré à la cathédrale un certain nombre d’objets historiques de valeurs. L'édifice est à forte connotation symbolique.
L'orgue à tuyaux a été installé le 23 novembre 2022 et a été conçu par l'artisan belge Guido Schumacher dans le cadre d'un important projet d'échange culturel entre Itami au Japon et Hasselt en Belgique. L'instrument dispose de 1 850 tuyaux.

## Personnalités inhumées à la cathédrale
- Mgr François Chaize (1882-1949) vicaire apostolique d'Hanoï de 1935 à 1949
- Cardinal Joseph-Marie Trinh-nhu-Khuê (1898-1978), premier archevêque d'Hanoï

## Personnalités ordonnées à la cathédrale
- Paul Seitz (1906-1984), évêque, 3 octobre 1952

## Informations de culte
La messe dominicale a lieu à 9 h 30 en vietnamien, et en français à 10 h.